# Poppelesbach
Der Poppelesbach ist ein Bach in der Gemeinde St. Jakob in Defereggen (Bezirk Lienz). Der Bach entspringt nördlich der Seespitzhütte und mündet östlich der Ortschaft Erlsbach in die Schwarzach.

## Verlauf
Der Poppelesbach entspringt nördlich der Seespitzhütte (auch Frelitzalm) bzw. südlich von Oberseitsee und Kauschkahorn an den steilen Südflanken des Panargenkamms. Er fließt in südlicher Richtung durch alpines Gelände an der Seespitzhütte vorbei und erreicht in rund 1950 Metern Seehöhe die Waldgrenze. In der Folge stürzt der Poppelesbach eine Waldschlucht hinab und unterquert kurz vor der Mündung die Defereggentalstraße. Östlich von Erlsbach mündet der Poppelesbach schließlich linksseitig in die Schwarzach.